# Cimetière militaire allemand de Saint-Laurent-Blangy
Le cimetière militaire allemand de Saint-Laurent-Blangy (Deutscher Soldatenfriedhof Saint-Laurent-Blangy) est un  cimetière militaire de la Première Guerre mondiale situé sur le territoire de la commune de Saint-Laurent-Blangy dans le département du Pas-de-Calais .

## Localisation
Ce cimetière est situé en pleine campagne, au nord du bourg, chemin de Bailleul.

## Historique
Occupé dès la fin août 1914 par les troupes allemandes, le secteur de Saint-Laurent-Blangy  est resté dans la zone des combats jusqu'en septembre 1918 lorsqu'il a été repris par les troupes britanniques. Ce cimetière militaire a été créé par les autorités françaises en 1921-1922 pour regrouper les corps de soldats allemands qui avaient été inhumés provisoirement dans de nombreux endroits des environs.
À partir de 1927, sur la base d'un accord conclu en 1926 avec les autorités militaires françaises, de nombreux arbres ainsi qu'une haie ont été plantés.
En 1972, le Volksbund Deutsche Kriegsgräberfürsorge  a procédé à la conception définitive du cimetière et au remplacement des anciennes croix de bois provisoires par des croix en métal comportant les noms et dates de ceux qui reposent ici.

## Caractéristique
Ce vaste cimetière est agrémenté de nombreux arbres. Il comporte les tombes de 31 939 soldats allemands, parmi lesquels 7 069 ont une tombe individuelle et 24 870 (dont 11 587 inconnus) sont inhumés dans une vaste fosse commune.

## Galerie

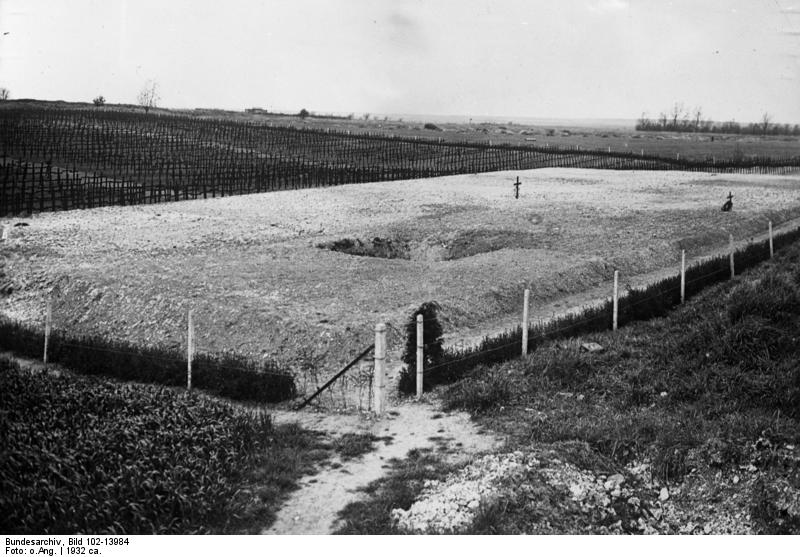
Photo du cimetière en construction vers 1922.
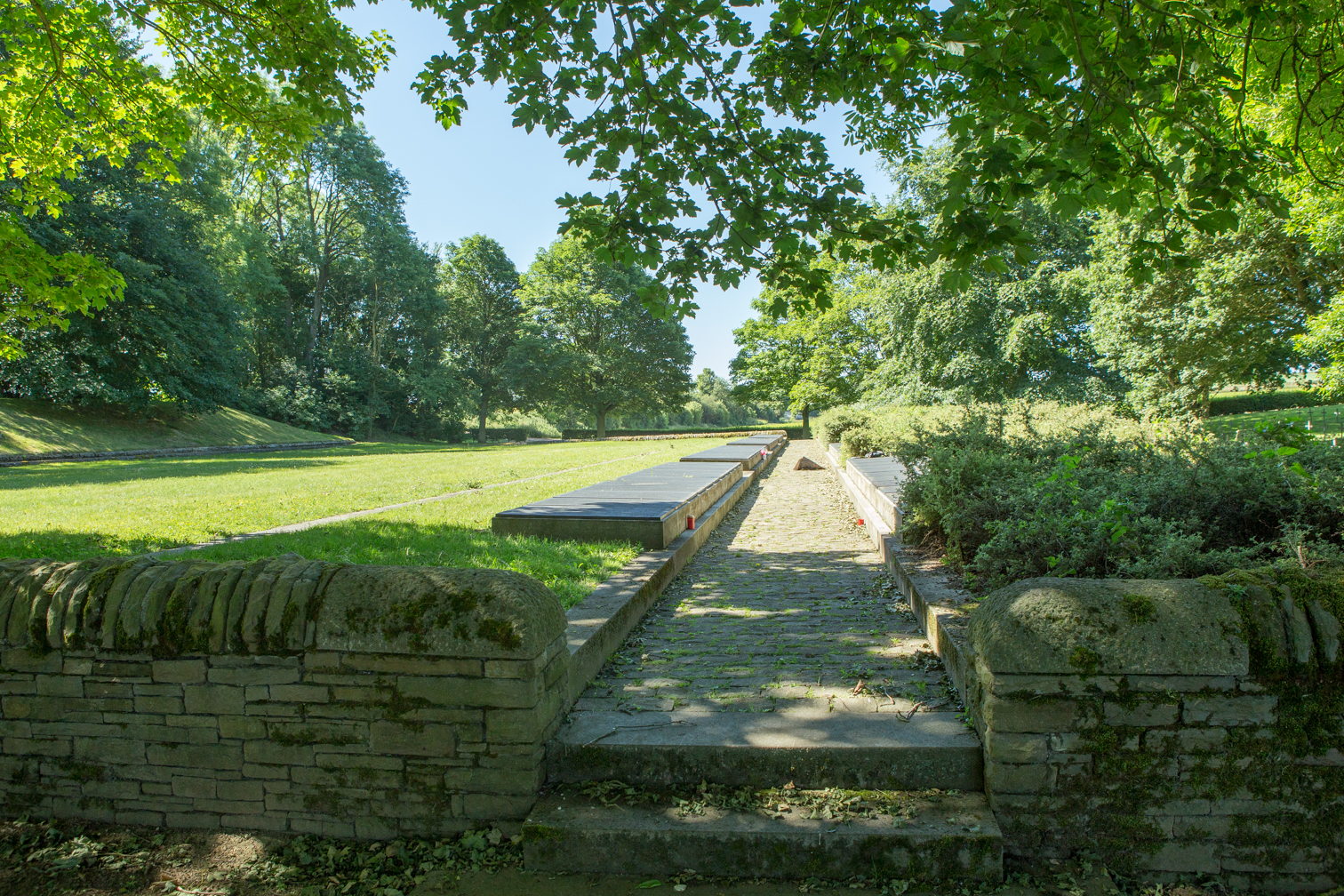
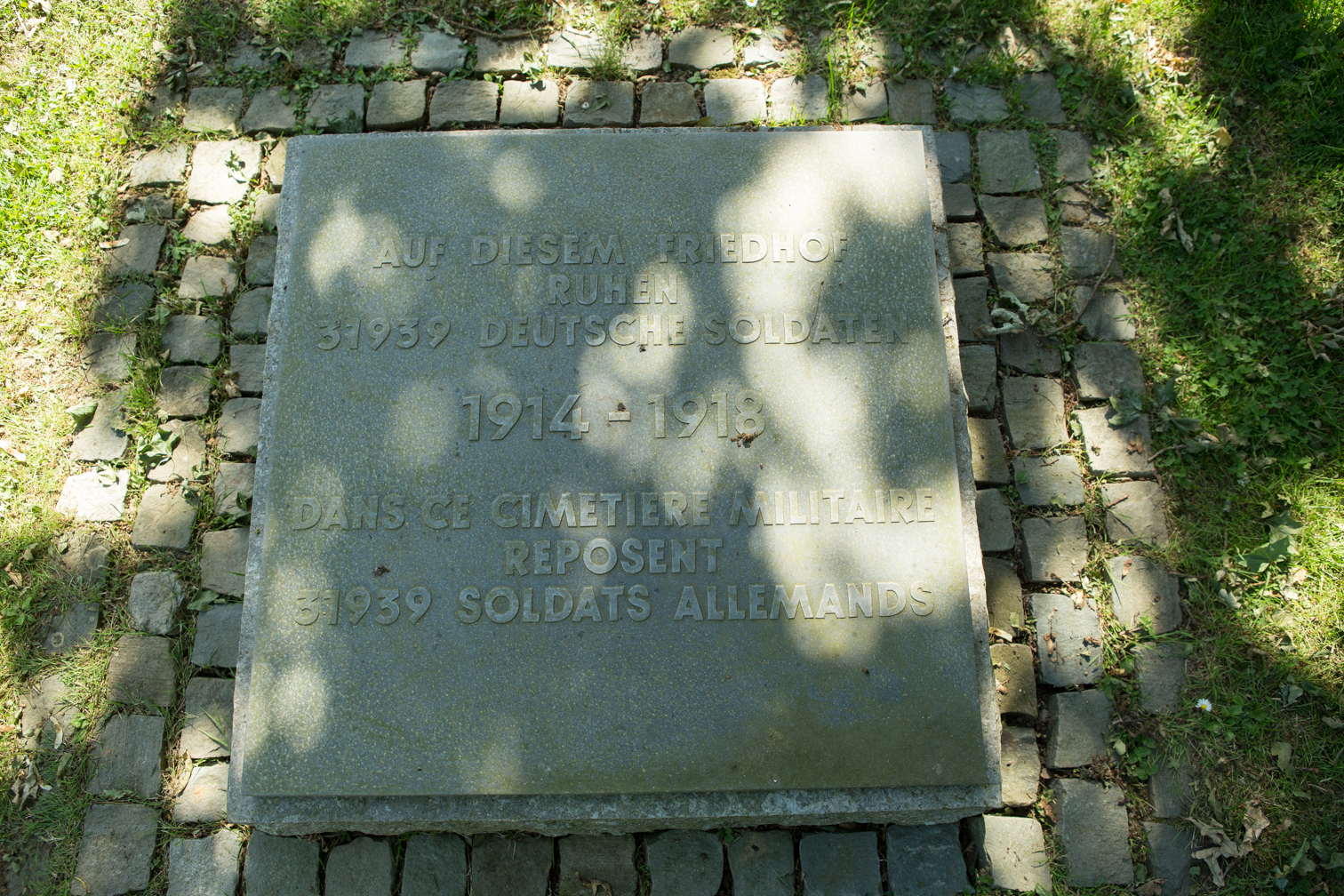
Une des plaques de fosse commune portant les noms des soldats.
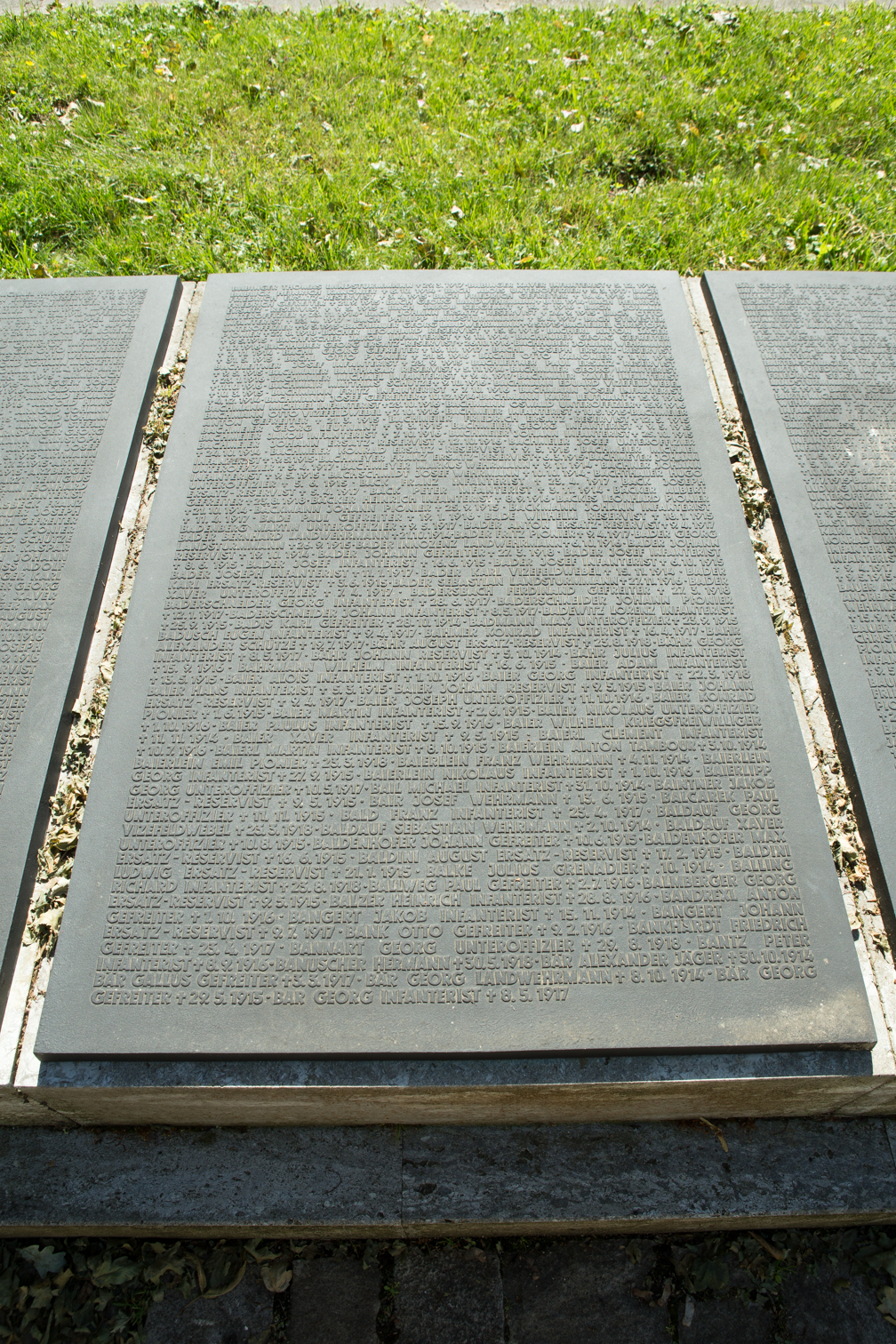
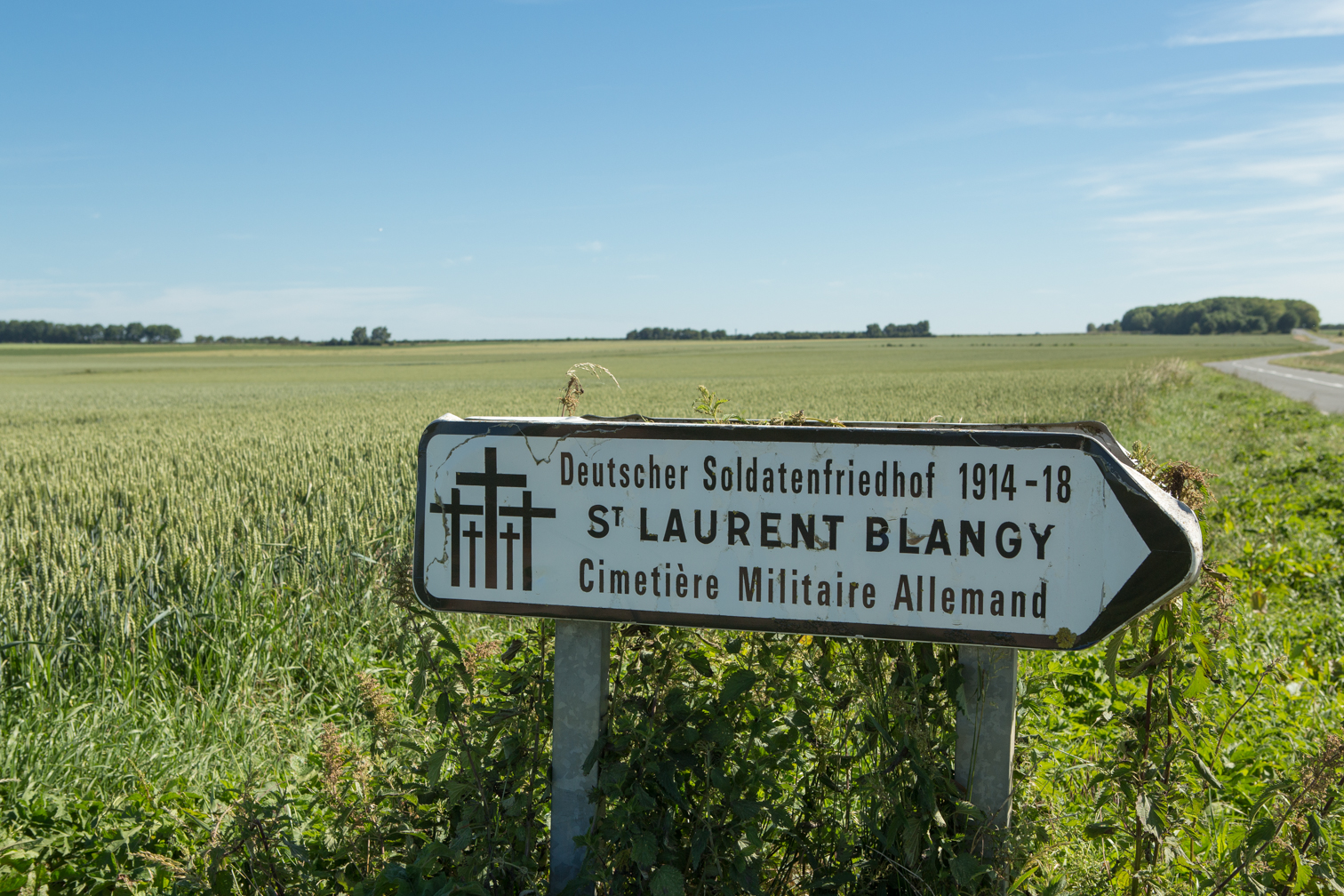
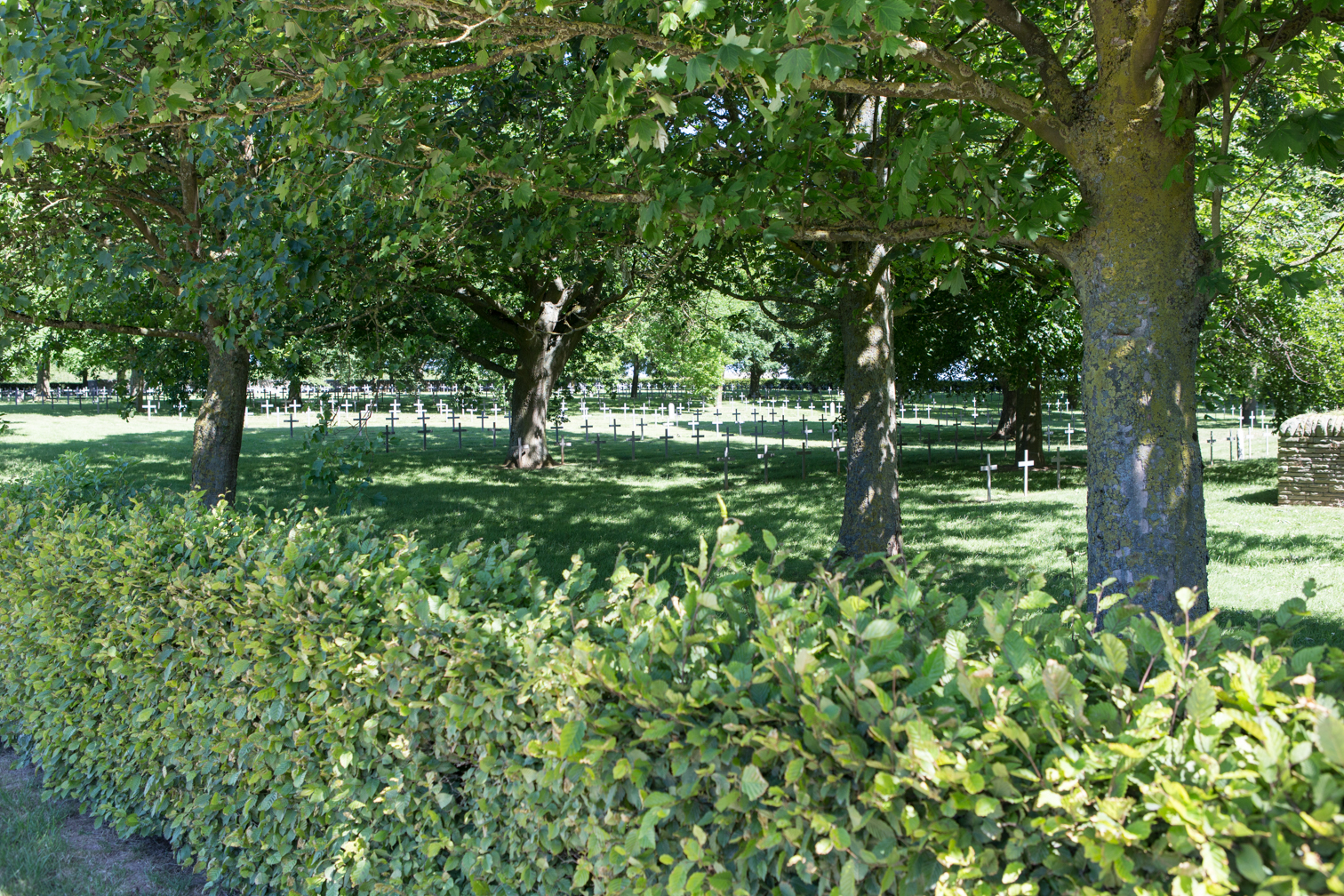

## Sépultures
| Pays      | Sépultures |
| --------- | ---------- |
| Allemagne | 31 939     |

## Pour approfondir